# Kamień z Tel Zajit

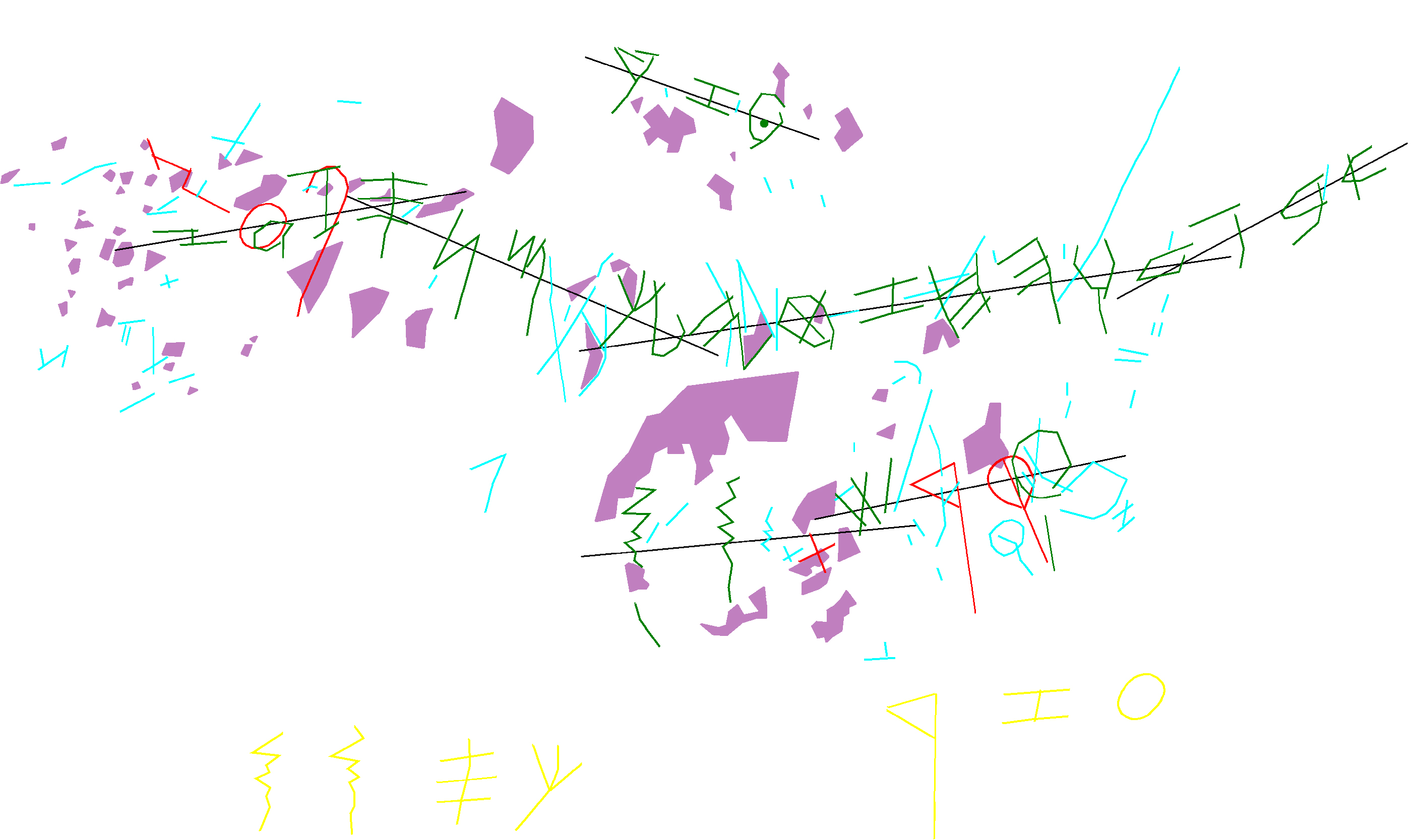
Inskrypcja na kamieniu z zaznaczonymi liniami poziomu pisma

Kamień z Tel Zajit – wapienny głaz odkryty 15 lipca 2005 roku na stanowisku archeologicznym Tel Zajit w dolinie Bet Guwrin w Izraelu w trakcie wykopalisk prowadzonych przez zespół kierowany przez archeologa z Pittsburgha, Rona E. Tappy’ego, profesora Pittsburgh Theological Seminary. Kamień został osadzony w kamiennej ścianie budynku co pozwala na jego bezpieczne datowanie. Na kamieniu wyryto najstarszą inskrypcję zawierającą alfabet hebrajski.

## Opis
Kamień z Tel Zajit waży ok. 17,33 kg i ma wymiary ok. 37,5×27×15,7 cm. Głaz został odkryty w kontekście archeologicznym, co pozwala bezpiecznie go datować. Zawiera inskrypcję datowaną na X wiek p.n.e. (zgodnie z tradycyjną chronologią przypadający na okres panowania króla Salomona). Inskrypcja to zapisane od prawej do lewej 22 litery spółgłoskowe pełnego alfabetu hebrajskiego (18 liter w głównym wierszu oraz poniżej 4 litery wraz z 2 nieznanymi symbolami w kształcie wężyków na końcu) oraz resztki kilku innych napisów. Dwuliniowy zapis alfabetu hebrajskiego w kolejności zasadniczo zgodnej ze współczesną stanowi najwcześniejszy przykład pełnego alfabetu hebrajskiego z możliwą do określenia datą graniczną. 
Ten typ inskrypcji jest określany jako przedstawienie kolejnych liter alfabetu w ich standardowej kolejności (abecedarium). Wyryte na skale litery przedstawiają archaiczne pismo pośrednie w fazie rozwojowej pomiędzy alfabetem fenickim a używanym od IX wieku p.n.e. pismem paleohebrajskim. Inskrypcja stanowi ważny element w debacie dotyczącej historii regionu oraz umiejętności czytania i pisania na Bliskim Wschodzie w X wieku p.n.e.

## Inskrypcja
- Rząd 1:

- Rząd 2:

|  |    
Zapis współczesny:
 א ב ג ד ו ה ח ז ט י ל כ מ נ ס ע פ צ
         |  |    ק ר ש ת
Górny wiersz: